# ستيفن ايزي
ستيفن ايزي (بالإنجليزية: Stephen Eze)‏ (8 مارس 1994 بلاغوس في نيجيريا - ) هو لاعب كرة قدم نيجيري في مركز الدفاع. شارك مع منتخب نيجيريا تحت 23 سنة لكرة القدم ومنتخب نيجيريا لكرة القدم. أما مع النوادي، فقد لعب مع صن شاين ستارز.

## وصلات خارجية
- ستيفن ايزي على موقع قاعدة بيانات كرة القدم.إي يو (الإنجليزية)
- ستيفن ايزي على موقع ناشيونال فوتبول تيمز (الإنجليزية)
- ستيفن ايزي على موقع Soccerbase.com (لاعب) (الإنجليزية)
- ستيفن ايزي على موقع Soccerway.com (الإنجليزية)